# Selidosema pyrenaearia
Selidosema pyrenaearia är en fjärilsart som beskrevs av Jean Baptiste Boisduval 1840. Selidosema pyrenaearia ingår i släktet Selidosema och familjen mätare. Inga underarter finns listade i Catalogue of Life.